# Mešweš
Die Mešweš (Meschwesch) waren ein libyscher Volksstamm, der seit der 19. Dynastie in Ägypten bekannt war. 

## Geschichte
Zum einen ist der Stamm durch eine belegte Lieferung von Fett der Meschwesch-Stiere nach Malqata unter Amenophis III. als Viehzüchter den Altägyptern bekannt gewesen. Zum anderen galt er ihnen als ein ägyptisches Fremdvolk, das regelmäßig im Westen des Reiches in das Niltal einfiel und so zu einer ernst zu nehmenden Gefahr wurde. Hier traten die Mešweš erstmals unter Ramses II. in Erscheinung, wie eine  Stele in Marsa Matruh belegt.
Schließlich kämpfte Merenptah im fünften Jahr seiner Regentschaft gegen die verbündeten Stämme der Libyer, die unter ihrem Fürst Meri mit Beteiligung fremder Söldnertruppen antraten, die teilweise später auch beim Seevölker-Angriff auf Ägypten unter Ramses III. erwähnt sind, und besiegte sie im Libyerkrieg. 
Die Kämpfe flammten jedoch unter Ramses III. erneut auf, doch die weitsichtige Politik dieses Pharaos siedelte das Volk nach Abschluss der Auseinandersetzungen geschlossen in Ägypten an und verwendete ihre Männer als Soldaten und Arbeiter für ägyptische Zwecke. Daneben wurden die „Häuptlinge“ zu Hohepriestern an lokalen Tempeln und es bildete sich ein kleines Fürstentum, aus dem 945 v. Chr. Scheschonq I. als erster libyscher König Ägyptens hervorging.